# Kesse
Kesse is een plaats in de Estlandse gemeente Muhu, provincie Saaremaa. De plaats heeft de status van dorp (Estisch: küla). Het is de enige plaats op het eiland Kesselaid.
Het eiland valt in zijn geheel onder het natuurpark Kesselaiu maastikukaitseala.

## Bevolking
Het dorp had 7 inwoners op 31 december 2011 en 9 inwoners op 31 december 2021.

## Geschiedenis
Vanaf het eind van de 18e eeuw tot in 1919 had Kesselaid een eigen landgoed. Het landhuis is als ruïne bewaard gebleven. Een dorp Kesse werd pas rond 1900 voor het eerst genoemd. In de jaren 1977-1997 viel Kesselaid, en dus ook Kesse, administratief onder Lalli, de dichtstbijzijnde plaats op het eiland Muhu.

## Foto's

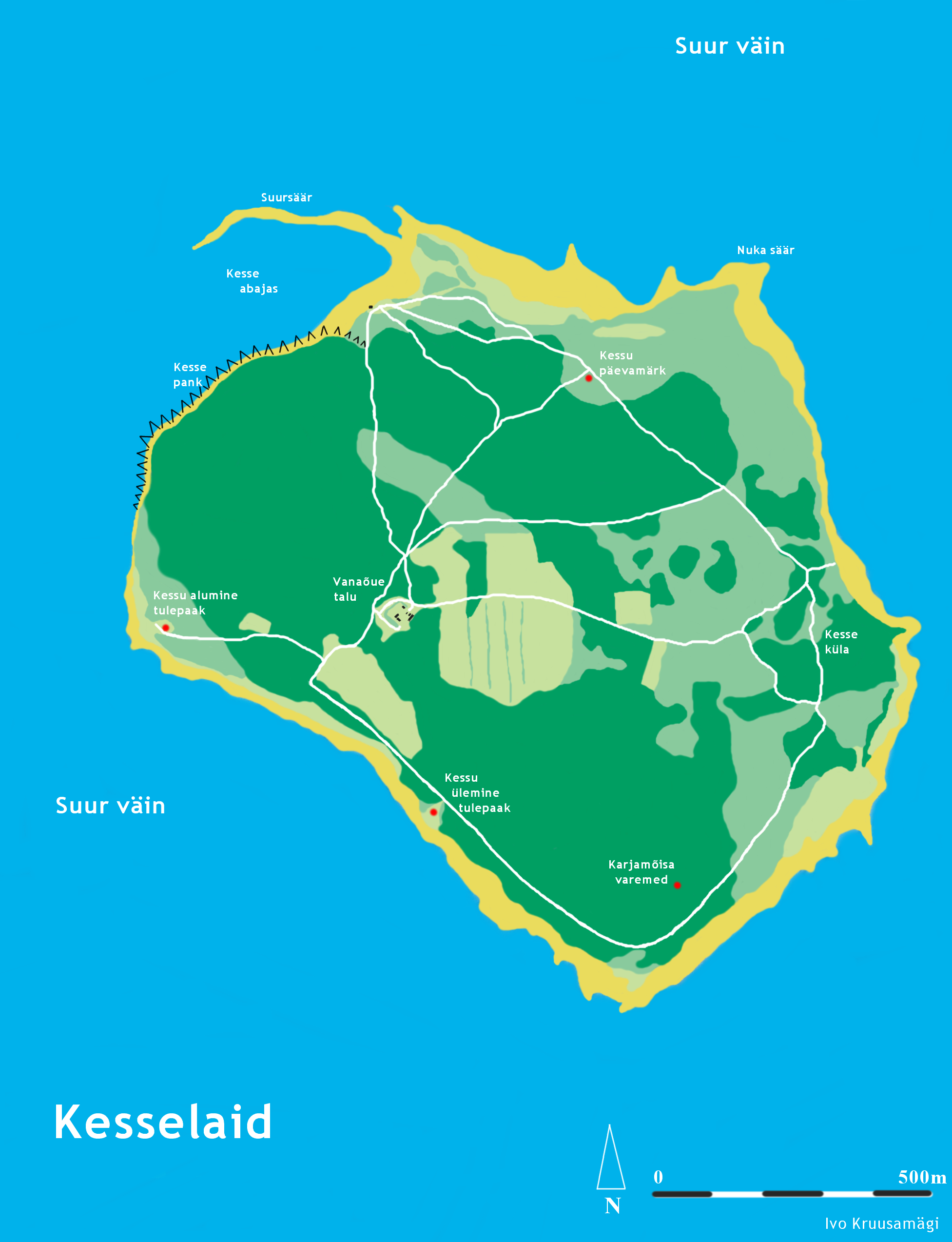
Plattegrond van het eiland
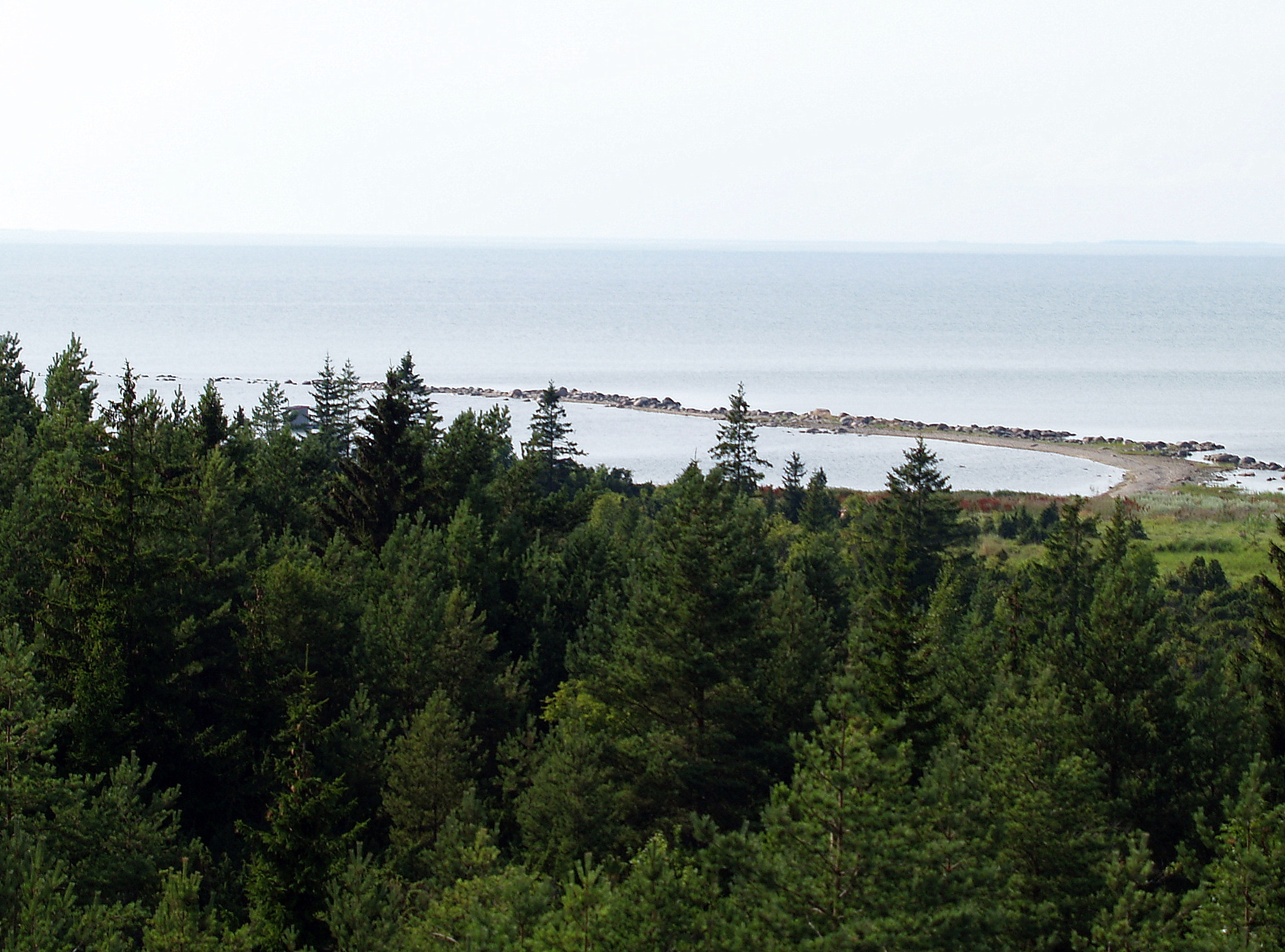
Strekdam
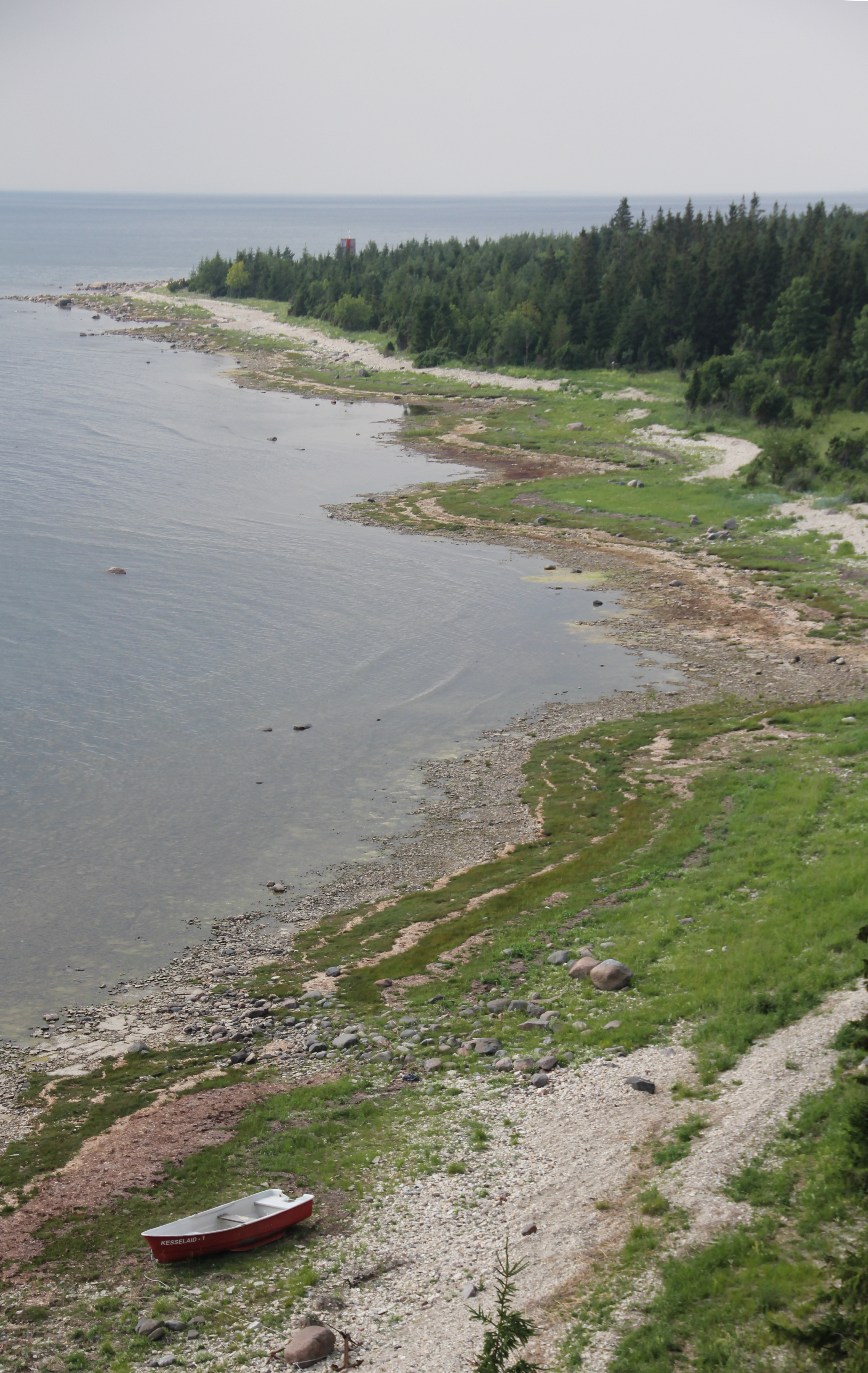
Strand